# 国鉄チサ100形貨車
国鉄チサ100形貨車（こくてつチサ100がたかしゃ）は、かつて日本国有鉄道（国鉄）およびその前身である鉄道省等に在籍した20 t 積長物車である。

## 概要
北海道向けの長物車で、1924年（大正13年）3月11日から1927年（昭和2年）3月30日にかけて日本車輌製造（本店及び支店）・川崎造船所で500両が製作された。製作当初はチ30500形（チ30500 - チ30999）の形式が付与され、1928年（昭和3年）5月の車両称号規程改正によりチサ100形（チサ100 - チサ599）に改番された。
走行装置は三軸の一段リンク方式で、床板は木製であり、8本の荷摺木を持つ。側面には12本の柵柱がある。荷重は20 t。車体寸法は長さ8,000 mm、幅2,300 mmであった。連結器は当初から自動連結器である。
各年度による製造会社と両数は次のとおりである。
- 1923年（大正12年）度 - 100両
  - 日本車輌製造東京支店 50両 （チ30500 - チ30549）
  - 川崎造船所兵庫工場 50両 （チ30550 - チ30599）
- 1924年（大正13年）度 - 100両
  - 日本車輌製造東京支店 50両 （チ30600 - チ30649）
  - 川崎造船所兵庫工場 50両 （チ30650 - チ30699）
- 1925年（大正14年）度 - 200両
  - 日本車輌製造 190両 （チ30700 - チ30889）
  - 川崎造船所兵庫工場 10両 （チ30890 - チ30899）
- 1926年（大正15年）度 - 100両
  - 日本車輌製造 80両 （チ30900 - チ30979）
  - 川崎造船所兵庫工場 20両 （チ30980 - チ30999）

## 運用の変遷
本形式は製作当初より一貫して北海道地区で使用され、第二次世界大戦終結後は戦時設計無蓋車トキ900形を改造した長物車チサ1600形などと混用された。1968年（昭和43年）10月ダイヤ改正（ヨンサントオ）において、同時点での在籍車488両は北海道内の限定運用車に指定され、車体側面に黄1号の帯と「道外禁止」の標記が追加された。その後は老朽化などで漸次淘汰が進行し、1975年（昭和50年）に最終在籍車37両が新製の長物車チキ7000形によって淘汰され、形式消滅している。

## 譲渡
1951年（昭和26年）5月25日に廃車となった1両（チサ275）が三菱大夕張炭廣に譲渡され、チサ1となった。